# Yasmine Mouttaki
Yasmine Mouttaki  née le 22 juin 1997 est une boxeuse marocaine à Casablanca.

## Biographie

### Carrière
Sa carrière de boxeuse amateure se marque  par une médaille d'or remportée dans la catégorie des moins de 51 kg aux championnats d'Afrique de Brazzaville en 2017. Aux Jeux africains de Rabat en 2019, elle remporte la médaille d'argent dans la catégorie des moins de 51 kg.
Lors des Jeux méditerranéens, qui se déroule  à Oran, en Algérie entre le 25 juin et le 5 juillet 2022, elle termine  en 5e position dans la catégorie poids mi-mouches. Aux Championnats du monde féminins de boxe amateur 2023 à New Delhi, elle obtient la médaille de bronze dans la catégorie des moins de 48 kg. Elle est médaillée d'or dans la catégorie des moins de 48 kg aux championnats d'Afrique de boxe amateur 2023 à Yaoundé. Elle est médaillée d'argent dans cette même catégorie aux Jeux panarabes de 2023 à Alger puis médaillée de bronze dans la catégorie des moins de 50 kg aux Jeux africains de 2023 à Accra. Aux Championnats d'Afrique de boxe amateur 2024 à Kinshasa, elle obtient la médaille d'or dans la catégorie des moins de 50 kg.